# Televisão na Tunísia
A televisão na Tunísia atinge 94% dos domicílios. A plataforma dominante no mercado é o satélite livre, embora a plataforma terrestre alcance cerca de 15% dos domicílios.
A Tunísia tem 17 canais abertos, dos quais dois canais são estatais: El Wataniya 1 e El Wataniya 2.
Os dois canais estatais que são operados pelo Instituto da Radiodifusão Télévision Tunisienne passaram por mudanças de gestão desde a revolução de 2011 e, consequentemente, mudanças na programação e conteúdo.

## Canais mais vistos
Audiência, março de 2015:
| Posição | Cabal              | Grupo                                     | Audiência total (%) |
| ------- | ------------------ | ----------------------------------------- | ------------------- |
| 1       | El Hiwar El Tounsi | Asma Fehri                                | 26.7%               |
| 2       | Nessma TV          | Karoui & Karoui World                     | 18.4%               |
| 3       | El Wataniya 1      | Établissement de la télévision tunisienne | 15.6%               |
| 4       | Hannibal-TV        | Tarek Kadada                              | 8.1%                |
| 5       | El Wataniya 2      | Établissement de la télévision tunisienne | 7.8%                |